# Radicaux italiens
 (26 mars 2017).
Les Radicaux italiens (en italien : Radicali italiani, RI) sont un parti politique italien, fondé en 2001.
Cependant, ce mouvement est aussi l’héritier direct de deux autres partis précédents, depuis 1955 :
- l’ancien Parti radical (en italien : Partito Radicale), fondé en 1955 en tant que scission du Parti libéral italien et dissout en 1989 ;
- le Parti radical transnational (en italien : Partito Radicale Transnazionale), fondé en 1989, et ayant acquis en 1995 le statut d'organisation non gouvernementale représentée auprès des Nations unies et du Conseil économique et social des Nations unies. Ce statut empêchant toute participation à des élections, les radicaux forment alors les associations : la Liste Pannella entre 1992 et 1999, puis la Liste Bonino de 1999 à 2004 pour prendre part à des scrutins.

Les Radicaux italiens, sont fondés en 2001, en tant que section italienne du Parti radical transnational (jusqu'en 2017).
Il se considère comme un « mouvement libéral, libériste, libertaire, sujet du Parti radical transnational »[réf. nécessaire].
Bien que très minoritaire dans le jeu politique italien, le parti a eu une influence déterminante sur de nombreuses questions de société, notamment l'autorisation de l'avortement en Italie. Il a également été associé à de nombreuses initiatives provocatrices destinées dans l'esprit de ses dirigeants à faire avancer la société, comme la présence de la Cicciolina (élue au parlement en 1987 sous l'étiquette du Parti de l'amour) parmi ses cadres. Radio Radicale fondée en 1976 et que le gouvernement italien juge d'intérêt général pour la politique, dispose d'une audience et d'une influence qui dépasse les résultats électoraux du parti auquel elle est liée.
Son dirigeant historique est Marco Pannella, député européen. La personnalité la plus marquante en est Emma Bonino.
Ce parti a longtemps eu pour symbole la Rose au poing, empruntée au Parti socialiste français.
Il fait partie du Parti de l'Alliance des libéraux et des démocrates pour l'Europe depuis juillet 2004.

## Histoire

### Fondation
En juillet 2001, quelques mois après la victoire de Silvio Berlusconi aux élections générales, le « comité radical » de l'ancien Parti radical se réunit à Rome et valide la création d'un nouveau parti qui prend le nom de « Radicaux italiens ». Le parti est donc refondé sous ce nom le 14 juillet 2001.

### IIIeCongrès (2004) à Rome
Pour fêter son cinquantenaire, les Radicaux ont tenu leur IIIe congrès à Rome du 29 octobre au 1er novembre 2004, en saluant 50 années de vie et de luttes politiques, la plus longue expérience libérale dans l'histoire de l'Italie unifiée, la seule à ne pas avoir changé de nom en soixante ans (d'après les Radicaux). Ce congrès rappelle son soutien aux Congrès transnationaux de Genève et de Tirana, basés sur le lancement d'une campagne pour l'Organisation mondiale de la et des Démocraties, priorité politique du Parti radical.
Il affiche son éloignement de la Casa delle Libertà et de L'Olivier auxquels il ne veut pas s'allier.  Il rejoint néanmoins peu après la coalition de droite, ce qui entraîne la scission des Radicaux de gauche.
Une scission de gauche, I Radicali di Sinistra, apparaît en 2004 et effectue son premier congrès en 2005.
En 2005, il s'allie pour les élections de 2006 dans l'alliance de la Rose au poing avec les Socialistes démocrates italiens, dans un mouvement laïc, libéral, socialiste et radical qui obtient 2,5 % des voix et 18 députés (mais aucun sénateur). Pour les élections générales italiennes de 2008, insérés sur les listes du Parti démocrate, il obtient trois sénateurs et six députés (un accord électoral prévoyait 9 parlementaires en position éligible et un ministre Emma Bonino en cas de victoire).

### IVeCongrès (2006) à Padoue
La motion générale qui l'emporte, défendue par Daniele Capezzone et Rita Bernardini, provoque l'entrée aux côtés de l'Union au sein de la formation électorale de la Rose au poing, qui unit les radicaux et les Socialistes démocrates (du 2 au 5 novembre 2006). Ce changement de coalition a d'ailleurs entraîné la création d'une autre scission, de droite cette fois : les Réformateurs libéraux - Radicaux pour la liberté, qui ont obtenu un député, élu sur les listes de Forza Italia.

### 2007-2008

Ancien logo des Radicaux italiens

Fin 2007, Marco Pannella discuta avec le 14e Dalaï Lama de l'initiative du Parti radical italien pour décréter 2008 l'année du Premier Satyagraha Mondial pour la Démocratie, la Justice et la Liberté. Le Satyagraha est une philosophie et une pratique de résistance non-violente développée par le dirigeant indien spirituel et politique Mohandas Gandhi. 
Le 14e Dalaï Lama et le premier ministre du gouvernement tibétain en exil, le Pr Samdhong Rinpoché, ont exprimé leur reconnaissance pour cette initiative, remarquant qu'aucun autre parti politique n'avait jamais soutenu une telle approche gandhienne et non-violente.

### VIIeCongrès (2008)
Le VIIe Congrès s'est tenu à Chianciano Terme du 30 octobre au 2 novembre 2008. Il a notamment approuvé les communications du secrétaire et du trésorier. Il constate que le congrès se déroule dans une période particulièrement difficile et dramatique de la politique italienne, avec des situations de fait, le triomphe de l'arbitraire, de pouvoirs oligarchiques, corporatistes, corrompus et corrupteurs, si ce n'est criminels. Il constate la désertification de la légalité républicaine. De telles considérations ont été adressées aussi bien par le mouvement des Radicaux italiens que par le Parti radical non-violent, transnational et transparti au Président de la République italien, qui y a répondu. Le Congrès constate qu'il a fallu 18 mois pour élire le juge manquant à la Cour constitutionnelle et que le fonctionnement de la Commission de surveillance de la radio et télévision est toujours empêché par la non-désignation de son président.
En 2008 (VIIe congrès), sa secrétaire était Antonella Casu (it), son trésorier Michele De Lucia et son président Bruno Mellano (it).  En 2007, après le IVe congrès (2006), la secrétaire est Rita Bernardini ; la trésorière est Elisabetta Zamparutti (it) et la présidente est Maria Antonietta Farina Coscioni (it). En 2004, son président était Luca Coscioni, son secrétaire Daniele Capezzone (qui a rejoint depuis Le Peuple de la liberté) et la trésorière était Rita Bernardini.

### XeCongrès
Le dixième congrès se déroule à Chianciano Terme entre le 29 octobre et le 2 novembre 2011, selon une tradition annuelle désormais bien établie (congrès annuel la semaine de la Toussaint). Il confirme pour la seconde année consécutive les postes de Mario Staderini comme secrétaire des Radicaux italiens, dont il est le responsable politique. Michele De Lucia en est le trésorier et Silvio Viale le président.

### XIeCongrès (2012)
Le onzième congrès des Radicaux se déroule à Rome du 1er au 4 novembre 2012.
Lors des élections générales italiennes de 2013, les Radicaux présentent une liste Amnistie, Justice, Liberté qui ne recueille que 63 147 voix (0,20 %) au Sénat et 64 709 voix (0,19 %) à la Chambre, ce qui met fin à sa représentation parlementaire.

### XVIIeCongrès (2018)
Le 17e Congrès se déroule du 1er au 3 novembre 2018. Il aboutit à l’élection de trois femmes dirigeantes : Silvja Manzi, comme secrétaire du parti, responsable politique du mouvement et représentante légale qui convoque le congrès annuel, Antonella Soldo, trésorière du parti et Barbara Bonvicini, la présidente du parti.

## Résultats électoraux
Les résultats suivants sont ceux de l'ancien parti radical (jusqu'en 1989), de la Liste Panella (it) (1992-1999) puis du parti actuel. Pour les élections générales de 2006, il s'agit de la coalition Rose au poing avec les Socialistes démocrates italiens.

### Élections générales
| Année | Chambre des députés | Chambre des députés | Chambre des députés | Sénat        | Sénat   | Rang | Gouvernement    |
| Année | Voix                | %                   | Mandats             | %            | Mandats | Rang | Gouvernement    |
| ----- | ------------------- | ------------------- | ------------------- | ------------ | ------- | ---- | --------------- |
| 2006  | 990 694             | 2,60                | 18 / 630            | 2,49         | 0 / 315 | 7e   | Prodi II        |
| 2008  | avec le PD          | avec le PD          | 6 / 630             | avec le PD   | 3 / 315 |      | Opposition      |
| 2013  | 64 732              | 0,2                 | 0 / 630             | 0,2          | 0 / 315 | 19e  | Letta (2013-14) |
| 2018  | au sein d'+E        | au sein d'+E        | 2 / 630             | au sein d'+E | 1 / 315 |      |                 |

### Parlement européen
| Année | Voix    | %   | Sièges | Rang | Groupe |
| ----- | ------- | --- | ------ | ---- | ------ |
| 2004  | 731 536 | 2,3 | 2 / 78 | 9e   | ADLE   |
| 2009  | 743 284 | 2,4 | 0 / 72 | 8e   |        |